# Аналитический иерархический процесс
Обработка аналитических иерархий (Analytic Hierarchy Process, AHP) — структурированная техника принятия комплексных решений (en:MCDA). Она не дает ответа на вопрос, что правильно, а что нет, но позволяет человеку, принимающему решение, оценить, какой из рассматриваемых им вариантов лучше всего удовлетворяет его нуждам и его
пониманию проблемы (задачи). В русскоязычной литературе известен как «Метод анализа иерархий».
Метод обработки аналитических иерархий был разработан в начале 1980-x годов почетным профессором университета Питтсбурга Томасом Л. Саати и с тех пор активно совершенствуется и находит практическое применение в таких областях современной жизни, как менеджмент, бизнес и т. д.

## Применение AHP
AHP может применяться для следующих типов задач:
1. Выбор — избрание одной альтернативы из числа многих.
2. Ранжирование — расстановка нескольких альтернатив по степени их важности или необходимости.
3. Приоритизация — выявление важности одной альтернативы относительно другой.
4. Распределение ресурсов.
5. Сравнение с образцами.
6. Менеджмент качества — оценка качества при наличии множественных характеристик и показателей.

Метод AHP может применяться как одним человеком, так и группой экспертов, в зависимости от сложности поставленной задачи.

## Алгоритм AHP
- Обозначение иерархии

Обозначьте проблему в виде иерархической структуры. Иерархическая структура представляет собой перевернутое древо. Наверху должна быть цель, которую необходимо достигнуть, или проблема, которую необходимо решить. Далее следуют параметры, величина которых влияет на итоговое решение. Это критерии. Стоит отметить, что критерии могут дробиться на субкритерии. Далее должны присутствовать альтернативы достижения цели. Для каждой из этих альтернатив должно быть возможным определение абсолютного или относительного значения каждого из критериев. Таким образом, иерархия позволяет разложить сложную проблему на части, что позволяет понять сложность и многогранность предстоящего выбора . Элементами иерархии могут быть как материальные, так и нематериальные показатели, как количественные, так и качественные факторы.
- Расстановка приоритетов

Необходимо попарно сравнить все критерии, при помощи которых мы собираемся сравнивать имеющиеся альтернативы. Результатом этапа явится матрица приоритетов. Сумма удельных весов субкритериев равна критерию.
- Сравнение альтернатив

Имея в наличии знания об относительной важности каждого из критериев, можно перейти к сравнению альтернатив по каждому из критериев.
- Проверка на согласованность

Если процедуры, описанные выше, выполняются группой лиц, то логично использовать среднее значение персональных оценок. В связи с этим важно понимать, насколько согласованны были эти оценки, насколько они были едины. Иначе мы рискуем столкнуться с не репрезентативными данными.
- Принятие итогового решения

Имея результаты по парного сравнения альтернатив и относительную важность критериев, мы можем посчитать оценку каждой из альтернатив, что даст нам основание для принятия итогового решения.

## Ранжирование в иерархическом процессе

### Ранжирование критериев
Предположим, что у нас есть три проекта: Проект А, Проект Б и Проект В. Нам необходимо при помощи аналитического иерархического процесса выявить относительный приоритет каждого проекта.
Итак, цель - проект. Допустим, у нас есть три критерия, которые определяют выбор проекта: длительность, стоимость и ожидаемое качество. (В реальности таких критериев может быть гораздо больше). Данный пример наглядно демонстрирует практическую применимость AHP: в зависимости от стратегии компании, упор может делаться на проекты с диаметрально противоположными характеристиками.
Сравним все критерии попарно. Для этого используем следующую шкалу:
- 1 - критерии равнозначны,
- 3 - один критерий имеет несколько большую значимость нежели другой,
- 5 - один критерий имеет существенно большую значимость нежели другой,
- 7 - один критерий имеет бесспорно большую значимость нежели другой, подтверждается не только экспертным путём, но и на практике,
- 9 - один критерий имеет абсолютно большую значимость нежели другой.

Стоит отметить, что если приоритет А над Б равен 7, то приоритет Б над А равен 1/7.
Допустим, что мы сравнили попарно три критерия и получили следующие результаты:
|              | Длительность | Стоимость | Качество |
| Длительность | 1            | 0,333     | 0,200    |
| Стоимость    | 3            | 1         | 0,333    |
| Качество     | 5            | 3         | 1        |

Теперь посчитаем сумму в каждом столбце и разделим значение каждой ячейки на сумму значений соответствующего столбца.
|              | Длительность | Стоимость | Качество |
| Длительность | 0,111        | 0,077     | 0,130    |
| Стоимость    | 0,333        | 0,231     | 0,217    |
| Качество     | 0,556        | 0,692     | 0,652    |

Посчитав средние значения по строкам, мы найдем удельный вес каждого из критериев.
| Длительность | Стоимость | Качество |
| 0,106        | 0,261     | 0,633    |

### Ранжирование проектов по критериям

#### Вариант 1: использование шкалы
Ранжирование проектов производится отдельно по каждому из критериев. В нашем примере три критерия. Важно, чтобы шкала для каждого из них имела одинаковый диапазон значений.
|   | Длительность     | Стоимость          | Качество                                                                       |
| 9 | не более месяца  | не более 1000$     | высокое качество результатов гарантировано                                     |
| 7 | 1-3 месяца       | 1000$ - 10000$     | высокое качество результатов легко достижимо                                   |
| 5 | 3-6 месяцев      | 10000$ - 100000$   | требуются усилия для достижения высокого качества результатов                  |
| 3 | 6-18 месяцев     | 100000$ - 1000000$ | высокое качество результатов достижимо при определенном стечении обстоятельств |
| 1 | свыше 18 месяцев | свыше 1000000$     | высокое качество результатов практически наверняка не достижимо                |

Допустим, что экспертным путём было выявлено, что каждый из проектов заслуживает следующих оценок:
|              | Проект А | Проект Б | Проект В |
| Длительность | 5        | 3        | 7        |
| Стоимость    | 7        | 5        | 3        |
| Качество     | 3        | 7        | 5        |

Если бы критерии имели равный вес, то мы бы оказались в сложной ситуации, где три проекта имеют для компании идентичное значение.
Однако AHP позволяет нам справиться с этой проблемой. Взяв каждую из оценок с удельным весом критерия, найденным ранее, и сложив по-проектно, получим:
| Проект А | Проект Б | Проект В |
| 4,256    | 6,054    | 4,690    |

Очевидно, что выбран будет Проект Б.

#### Вариант 2: использование относительных величин
AHP позволяет нам отказаться от шкал и использовать ту же технику, что и для расстановки приоритетов по критериям.
Применим технику для каждого из критериев
Длительность
|          | Проект А | Проект Б | Проект В |
| Проект А | 1        | 3        | 0,333    |
| Проект Б | 0,333    | 1        | 0,200    |
| Проект В | 3        | 5        | 1        |

В результате получим:
| Проект А | Проект Б | Проект В |
| 0,261    | 0,106    | 0,633    |

Стоимость
|          | Проект А | Проект Б | Проект В |
| Проект А | 1        | 3        | 5        |
| Проект Б | 0,333    | 1        | 3        |
| Проект В | 0,200    | 0,333    | 1        |

| Проект А | Проект Б | Проект В |
| 0,633    | 0,261    | 0,106    |

Качество
|          | Проект А | Проект Б | Проект В |
| Проект А | 1        | 0,200    | 0,333    |
| Проект Б | 5        | 1        | 3        |
| Проект В | 3        | 0,333    | 1        |

| Проект А | Проект Б | Проект В |
| 0,106    | 0,633    | 0,261    |

Теперь нам остается только применить линейное свертывание и посчитать относительный вес каждой из альтернатив в первоначальной цели.
| Проект А | Проект Б | Проект В |
| 0,260    | 0,480    | 0,260    |

Как и предыдущим способом,выбран будет Проект Б.

## Сноски
1. ↑  Forman, Ernest H.; Saul I. Gass. The analytical hierarchy process—an exposition (англ.) // Operations Research[англ.]. — 2001. — July (vol. 49, no. 4). — P. 469—487. — doi:10.1287/opre.49.4.469.11231.
2. ↑  Bhushan, Navneet; Kanwal Rai. Strategic Decision Making: Applying the Analytic Hierarchy Process (англ.). — London: Springer-Verlag, 2004. — ISBN 1-8523375-6-7.
3. ↑  Saaty, Thomas L. Decision Making for Leaders: The Analytic Hierarchy Process for Decisions in a Complex World (англ.). — Pittsburgh, Pennsylvania: RWS Publications, 1999. — ISBN 0-9620317-8-X. (This book is the primary source for the sections in which it is cited.)
4. ↑  Saaty, Thomas L.[англ.]. Relative Measurement and its Generalization in Decision Making: Why Pairwise Comparisons are Central in Mathematics for the Measurement of Intangible Factors - The Analytic Hierarchy/Network Process (англ.) // RACSAM (Review of the Royal Spanish Academy of Sciences, Series A, Mathematics) : journal. — 2008. — June (vol. 102, no. 2). — P. 251—318. Архивировано 23 ноября 2009 года.

## Полезные ссылки
- An illustrated guide (pdf) - Dr. Oliver Meixner Университет Вены - "Analytic Hierarchy Process", очень легкая для восприятия выжимка математической теории
- Analytic Hierarchy Process (AHP) Tutorial - Dr. Kardi Teknomo Учебник по AHP с использованием MS Excel.